# Франклин, Ричард
Ричард Франклин (англ. Richard Franklin, 15 июля 1948, Мельбурн, Австралия — 11 июля 2007, там же) — австралийский кинорежиссёр, продюсер и сценарист.
Работал преимущественно в жанрах детективном и хоррор-фильмов.

## Жизнь и творчество
Родился в южно-австралийском штате Виктория, рос в пригороде Мельбурна, Брайтоне. Высшее образование получил в университете Монаш (Monash University) в Мельбурне, Затем работал помощником режиссёра в компании, занимавшейся производством фильмов для телевидения. В 1960-е годы играл в музыкальной рок-группе The Pink Fink.
В 1967 году Р. Франклин приехал в США. и поступил на учёбу в университет Южной Калифорнии. Во время этих занятий Франклин познакомился с Альфредом Хичкоком, в то время преподавателем университета Южной Калифорнии. Позднее, благодаря этой близости к знаменитому режиссёру, Франклин снял первое кинопродолжение классической работы А. Хичкока «Психо» (1960). За сценарий к кинофильму «Отель Сорренто» Ричард Франклин был удостоен кино-премии AACTA (AFI Award). Уже во время съёмок этого фильма, а затем и следующего, решил вернуться на родину, в Австралию. После окончания работы над своим последним фильмом «Пришельцы» в 2003 году преподавал в школе киноискусства Суинборн (Swinburne School of Film and Television in Australia).
Р.  Франклин скончался вследствие заболевания раком простаты.

## Фильмография
- Правдивая история эскимоски Нелл (The True Story of Eskimo Nell, 1975).
- Фантазм (Fantasm, 1976).
- Патрик (Patrick, 1978).
- Дорожные игры (Road games, 1978).
- Психо 2 (Psycho II, 1983).
- Клок и Даджер (Cloak & Dagger, 1984).
- Линк (Link, 1986).
- Иллюзия убийства 2 (F/X2, 1991).
- Агент по имени Далила (Runnning Dalilah, 1992).
- Отель Сорренто (Hotel Sorrento, 1995).
- Идеальная ложь (Brilliant Lies, 1996).
- Билет в один конец (One Way Ticket, 1997).
- Затерянный мир (The Lost World, 1999—2002), телесериал.
- Пришельцы (Visitors, 2003).

## Дополнения
- Graham, Aaron W. (July 2005). «Richard Franklin». Senses of Cinema (36). Статья о достижениях Р.Франклина как продюсера и режиссёра и его работе в кино-индустрии.